# Ingsoc
Ingsoc (ponekad prevedeno kao anglosoc, engsoc ili englsoc) naziv je za ideologiju vladajuće stranke u Orwellovu romanu Tisuću devetsto osamdeset četvrtoj. Izvorni je izraz novogovorna riječ, odnosno kratica za "engleski socijalizam" (engl. English Socialism). Ponekad se pod time podrazumijeva i sama stranka za koju se u romanu jednostavno koristi izraz "partija" (engl. Party), što je i razumljivo jer je Oceanija, gdje se radnja romana događa, opisana kao jednostranačka država.
Ingsoc je u svojoj biti totalitarna ideologija koja od pojedinca zahtijeva potpunu poslušnost i podređenost državi, odnosno vladajućoj stranci te je u svrhu njezina provođenja u praksi razvijen izuzetno složen, ali i učinkovit sustav koji kombinira sirovu ali učinkovitu propagandu s najbrutalnijom represijom te najsuvremenija psihološka i tehnološka dostignuća kojima je cilj provesti nadzor nad što širim slojevima stanovništva. Iako ingsoc po svom nazivu odaje socijalističko podrijetlo, odnosno prvobitno nastojanje da se provede društvena jednakost, u praksi je Oceanija izuzetno stratificirano društvo podijeljeno na tri klase: nižu, srednju i višu, od koje potonje dvije čine sami članovi partije.
U romanu nije jasno navedeno tko je osmislio ingsoc i uveo ga kao službenu ideologiju. Ministarstvo istine inzistira u svojoj propagandi da je njezin tvorac, odnosno vođa revolucije kojom je 1950-ih uveden oceanijski poredak, ličnost po imenu Veliki Brat, kojeg je jedan od glavnih suradnika bio Emmanuel Goldstein, koji će poslije postati disident i glavni državni neprijatelj.
Goldsteinova knjiga Teorija i praksa oligarhijskog kolektivizma, koju u romanu čita protagonist Winston Smith, navodi da je prava ideologija ingsoca/partije, koja se naziva "oligarhijskim kolektivizmom" ništa drugo do nastojanje da se jednom uspostavljena vlast očuva radi vlasti same, odnosno da su članovi tzv. uže partije koji čine društvenu elitu itekako svjesni da "odbacuju i napadaju svako načelo na kojem se socijalizam zasnivao, a sve u ime socijalizma". Takvo mišljenje potvrđuje i O'Brien koji kao član uže partije sugerira da je to bila zamisao od samog početka, odnosno "da diktatura nije uspostavljena da bi se očuvala revolucija, nego je revolucija pokrenuta da bi se uspostavila diktatura".
Ingsoc je u nastojanju da olakša kontrolu nad stanovništvom, odnosno olakša funkcioniranje uveo filozofsko-lingvistički koncept dvomisli po kojem jedna te ista stvar može imati dva dijametralno suprotna i međusobno isključiva značenja. Taj je koncept najbolje ostvaren kroz službeno partijsko geslo: "Rat je mir. Sloboda je ropstvo. Neznanje je moć."
U Orwellovu fiktivnom svijetu osim ingsoca postoje još dvije ideologije, obje u suparničkim državama; u Euraziji to je neoboljševizam, a u Istaziji "obožavanje smrti" ili "uništavanje sebe". Goldsteinova knjiga sugerira da su obje u svojoj biti identične ingsocu, odnosno da je na ideologiji temeljena netrpeljivost u stvari umjetno stvorena i održavana da bi se opravdao stalni rat koji sva tri režima održava u simbiotskoj vezi.
Većina povjesničara književnosti smatra da je Orwell inspiraciju za ingsoc pronašao u sovjetskom staljinizmu i, u manjoj ili većoj mjeri, njemačkom nacizmu. Dio pak smatra da su na prikaz Oceanije i ingsoca u mnogome utjecale političke prilike u Ujedinjenom Kraljevstvu tijekom Drugog svjetskog rata, odnosno u periodu nakon rata kada je Britanijom vladala Laburistička stranka čiji je Orwell bio simpatizer. Ingsoc se u tom smislu tumači kao svojevrsno upozorenje laburistima na određene trendove koji bi od nje mogli načiniti totalitarne vlastodršce.

## Vanjske poveznice
- NORSOC, the Norwegian phalang of Ingsoc
- Flag-Burning: a Detriment to the Oceanian Way, a satire by Alexander S. Peak
- Students for an Orwellian Society
- Flags of Ingsoc and Neo-Bolshevism pri Flags of the Worldu